# Paret de Bloch
Les  parets de Bloch  són un volum estret de transició entre dos dominis magnètics. En aquesta transició, els dipols giren des de l'orientació inicial en un domini fins a l'orientació del domini situat l'altre costat de la paret (paret no entesa com a simple "separació", sinó com a zona de transició dels dipols magnètics) o fins a l'orientació imposada per un camp extern, si escau.
Es diuen així en honor del físic Felix Bloch.